# Футбол в Иране

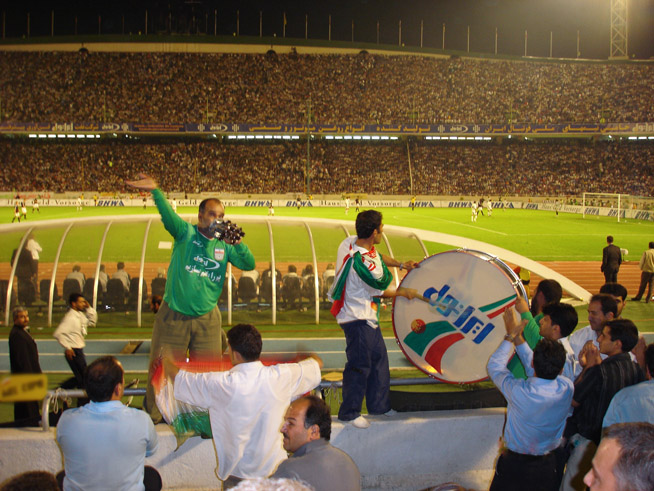
Стадион Азади — крупнейший стадион в Иране и один из самых вместительных стадионов мира

Футбол в Иране — самый популярный вид спорта в стране, после которого следуют борьба и волейбол.

## История
Первый известный футбольный матч в Иране был сыгран ещё в 1898 году, в котором команда британских жителей Исфахана встречалась с армянской командой. 
На юго-западе Ирана игра была занесена в 1907 году британскими моряками и рабочими. В то время они работали в портовых городах Бушир, Хорремшехр, Бендер-Аббас и на крупных нефтеперерабатывающих заводах, таких как в Абадане и Месджеде-Солеймане в провинции Хузестан, последняя даже имела свою региональную футбольную лигу. Местные иранские сотрудники компаний сначала наблюдали, а затем начали заменять отдельных игроков в командах, пока не сформировали свои собственные команды. Эти молодые иранские футболисты зачастую встречали враждебность со стороны своих за участие в играх "неверных", а иногда их избивали и забрасывали камнями.
В 1907 году посол Великобритании в Тегеране Сесил Спринг Райс организовал первый в Иране футбольный турнир, в котором участвовали всего 3 команды: посольство Великобритании, Имперский банк Персии и Индоевропейская телеграфная компания. 

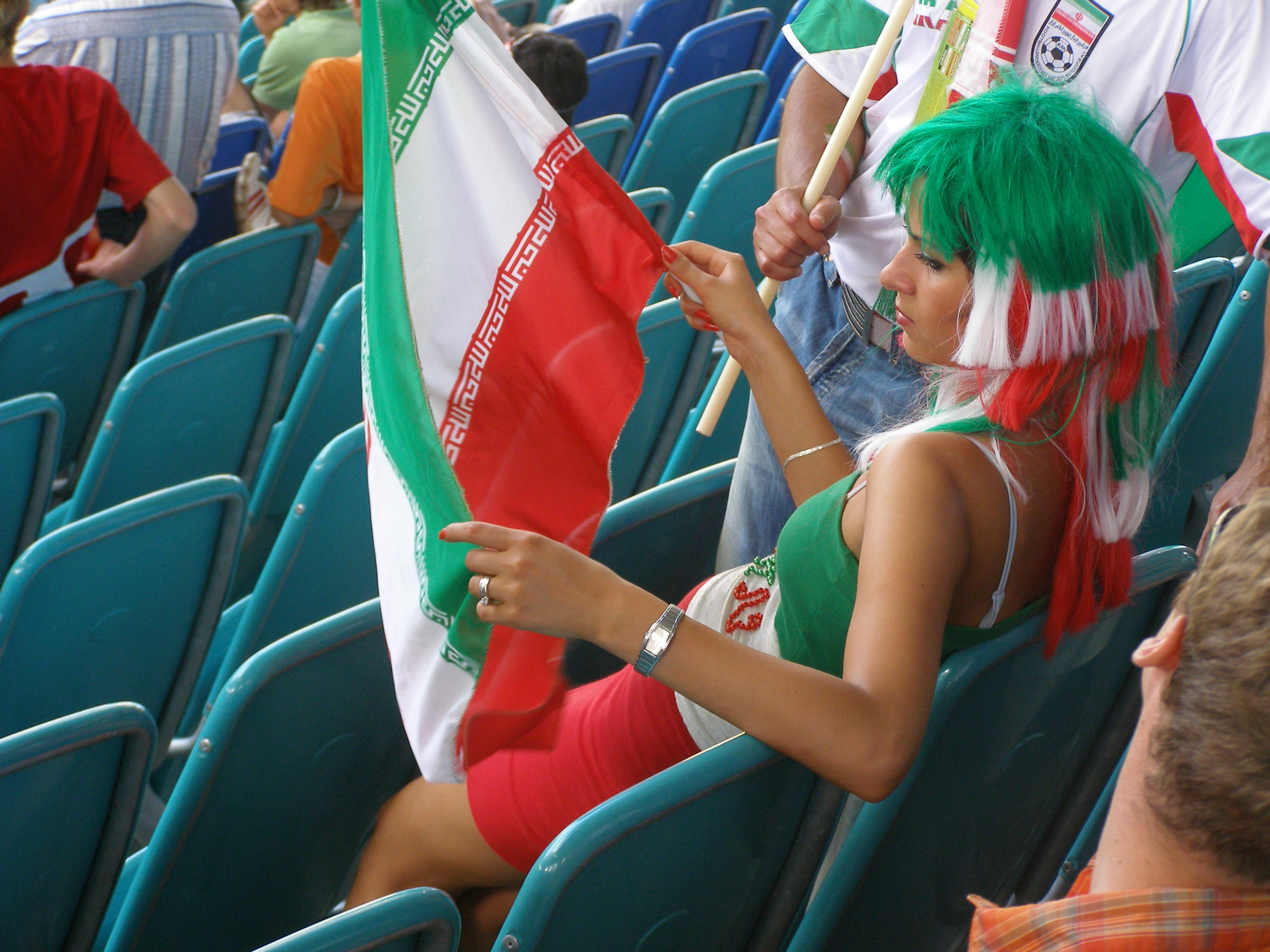
Болельщица сборной Ирана, следящая за матчем с Анголой

В том же году была создана Тегеранская футбольная клубная ассоциация для организации футбольных матчей. Все команды были составлены из британских жителей Тегерана, хотя, когда у команд не хватало игроков, они добирали их среди иранских прохожих. Матчи проходили на площади Машк или вокруг неё. Первым иранским игроком был Карим Занди, который играл с 1908 по 1916 год. В этот период возрастает интерес к игре среди иранцев. 
В 1910 году Самуэль М. Джордан, директор Американской школы (ныне известной как средняя школа Альборз) в Тегеране, ввёл футбол в школьную программу. Спустя четыре года началась Первая мировая война, что положило конец этим футбольным матчам и программам.
В других частях южного Ирана (например, в таких городах, как Шираз) футбол был занесён британскими офицерами Южноперсидских стрелков (1916—1921), распространявшими эту игру среди иранским войск, которыми они командовали. Те же, в свою очередь, моду на футбол распространяли среди гражданского населения. После окончания Первой мировой войны в Тегеране возобновились футбольные матчи. Затем, два года спустя, в 1920 году, ряд иранских и британских футбольных энтузиастов основали Иранскую футбольную ассоциацию (Majmaa-I Football-i Iran) для поддержки иранских игроков и популяризации игры. Его президентом стал директор Императорского банка Персии Джеймс Макмюррей, которому помогал дипломат А. Р. Нелиган, каждый из которых предоставил кубок для награждения команд-победителей.
В 1920 году также был создан первый в Иране футбольный клуб «Иран Клуб». Вскоре после этого выпускники Американского колледжа и студенты Школы политических наук также сформировали команды. «Иран Клуб» выиграл  Кубок Тегеранской ассоциации в 1923 году. В том же году был создан новый клуб под названием «Тегеран Клуб», за которым последовало создание армянского спортивного клуба и клуба «Туфан», а в 1925 году «Тегеран Клуб» вышел в финал и победил британскую сборную Тегерана со счётом 2:1.
В этот период в Иран вернулся ряд футболистов, игравших за рубежом, таких как Хоссейн Садахяни и братья Хан-Сардар, игравшие в бельгийских футбольных лигах. Хосейн Садахяни, например, после временного возвращения в Иран из Европы, помог основать первый футбольный клуб «Фирдоуси» в Мешхеде. Во время своего годичного пребывания в Мешхеде он устраивал футбольные матчи между клубом и Генеральным консульством Великобритании. До этого в футбол в Мешхеде играли только иностранные жители.
В местах, в которых не были значительного иностранного присутствия, таких как Ардебиль, моду на футбол распространяли в 1920-х годах молодые люди, которые провели некоторое время на Кавказе.

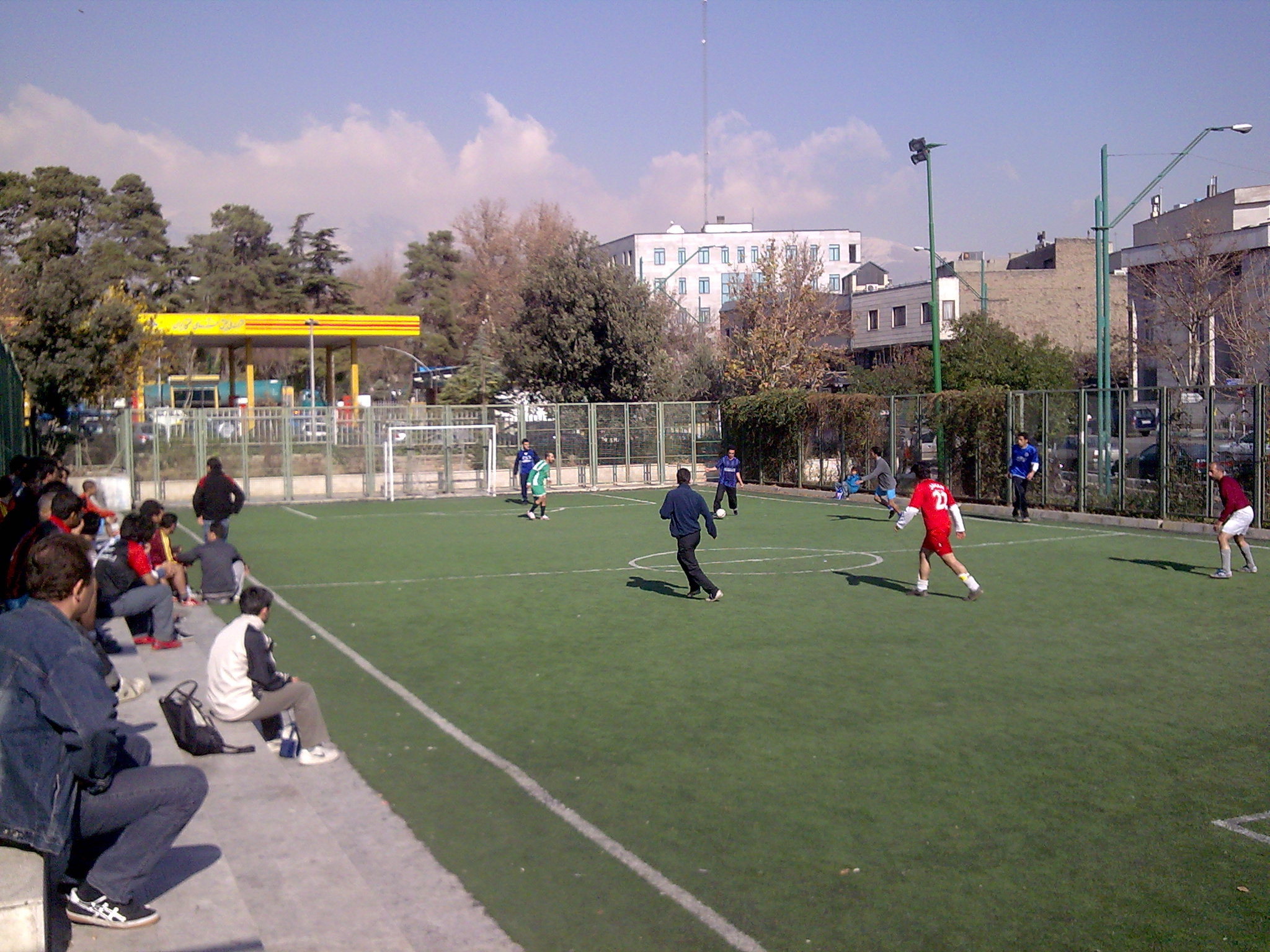
Футбольное поле в Тегеране

В 1950-е и начале 60-х годов (Шаханшахское Государство Иран) футбол стал популярным видом спорта в Иране. Тегеран постепенно становился футбольной столицей страны, где появлялись многочисленные сильные клубы: «Шахин», «Огаб» и «Тадж», созданные в середине 1940-х годов. По мере увеличения числа клубных команд стала очевидной необходимость в национальной лиге, и с 1960 года, за исключением нескольких лет, в Иране существует национальная футбольная лига.
После Исламской революции (1979), в Исламской Республике Иран в начале 80-х власти на некоторое время объявили запрет на футбол.
Женщинам в Иране запрещено посещать мужские футбольные матчи.

## Сборная Ирана по футболу

### Предшественники сборной

#### Тегеран XI

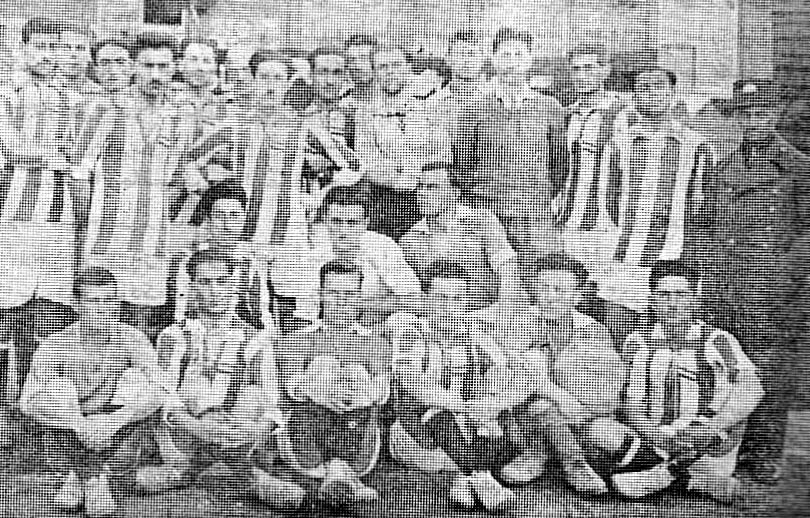
Самая первая сборная Ирана во время своего визита в Баку в 1926 году.

В 1926 году команда Тегеран XI (избранные игроки «Тегерана Клуба», «Туфана» и «Армянского спортивного клуба») отправились через границу в Баку (АзССР). Это был первый выездной футбольный матч для иранской команды. Эта команда Тегерана является предшественником национальной сборной Ирана по футболу.
В 1929 году наступило время ответного визита, и в конце ноября в Тегеран была приглашена команда из Баку. Чтобы произвести впечатление на гостей, на государственном футбольном поле была посажена трава. В последней из трёх игр, каждая из которых были выиграна гостями, принял участие Абдольхусейн Теймурташ, влиятельный министр. Унизительные поражения, понесённые на родине, вызвали такой ужас, что некоторые юноши вообще отказались от футбола. В последующие годы интерес к футболу угасал, и газеты почти не сообщали о тех матчах, которые всё-таки проводились. Однако всё это изменилось с возвращением наследного принца Мохаммеда Реза Пехлеви из Швейцарии в 1936 году и прибытием Томаса Р. Гибсона в 30-е годы, для продвижения игры. 
- Главный тренер:  Мир Мехди Варзанде
- Команда:

| Хоссейн-Али Хан Сардар (вратарь, капитан) | Ахмад-Али Хан Сардар | Мохаммад-Али Хан Сардар | Хоссейн Садахяни   | Карим Занди     |
| Хасан Мефтах                              | Али Кани             | Мохаммад Али Шокух      | Амир Аслани        | Азиз Эктедар    |
| Акбар Хейдари                             | Херанд Галусетян     | Насер Эншаа             | Реза Коли Калантар | Азизолла Афхами |

Результаты:
| # | Дата        | Соперник                                    | Счёт | Место                         | Соревнование      |
| - | ----------- | ------------------------------------------- | ---- | ----------------------------- | ----------------- |
| 1 | осень 1926  | Баку XI                                     | 0:2  | Баку, Закавказская СФСР, СССР | Товарищеский матч |
| 2 | осень 1926  | Азербайджанский политехнический университет | 0:0  | Баку, Закавказская СФСР, СССР | Товарищеский матч |
| 3 | осень 1926  | Баку мол. XI                                | 3:4  | Баку, Закавказская СФСР, СССР | Товарищеский матч |
| 4 | осень 1926  | Тараки Баку                                 | 1:3  | Баку, Закавказская СФСР, СССР | Товарищеский матч |
| 5 | ноябрь 1929 | Баку XI                                     | 0:4  | Тегеран, Иран                 | Товарищеский матч |
| 6 | ноябрь 1929 | Баку XI                                     | 1:4  | Тегеран, Иран                 | Товарищеский матч |
| 7 | ноябрь 1929 | Баку XI                                     | 0:11 | Тегеран, Иран                 | Товарищеский матч |

### Период Второй мировой войны
Хоссейн Садахяни стал первым главным тренером сборной Ирана, которая провела свой первый матч в истории 25 августа 1941 года, гостевой поединок против Афганистана.
В 1942 году страны Антигитлеровской коалиции вторглись в Иран. Сборная Ирана победила команду британских военных в товарищеском матче в Тегеране. 
| Иран      | 1:0 | Британская армия XI |
| --------- | --- | ------------------- |
| Изадпанах |     |                     |

.

### Современный период

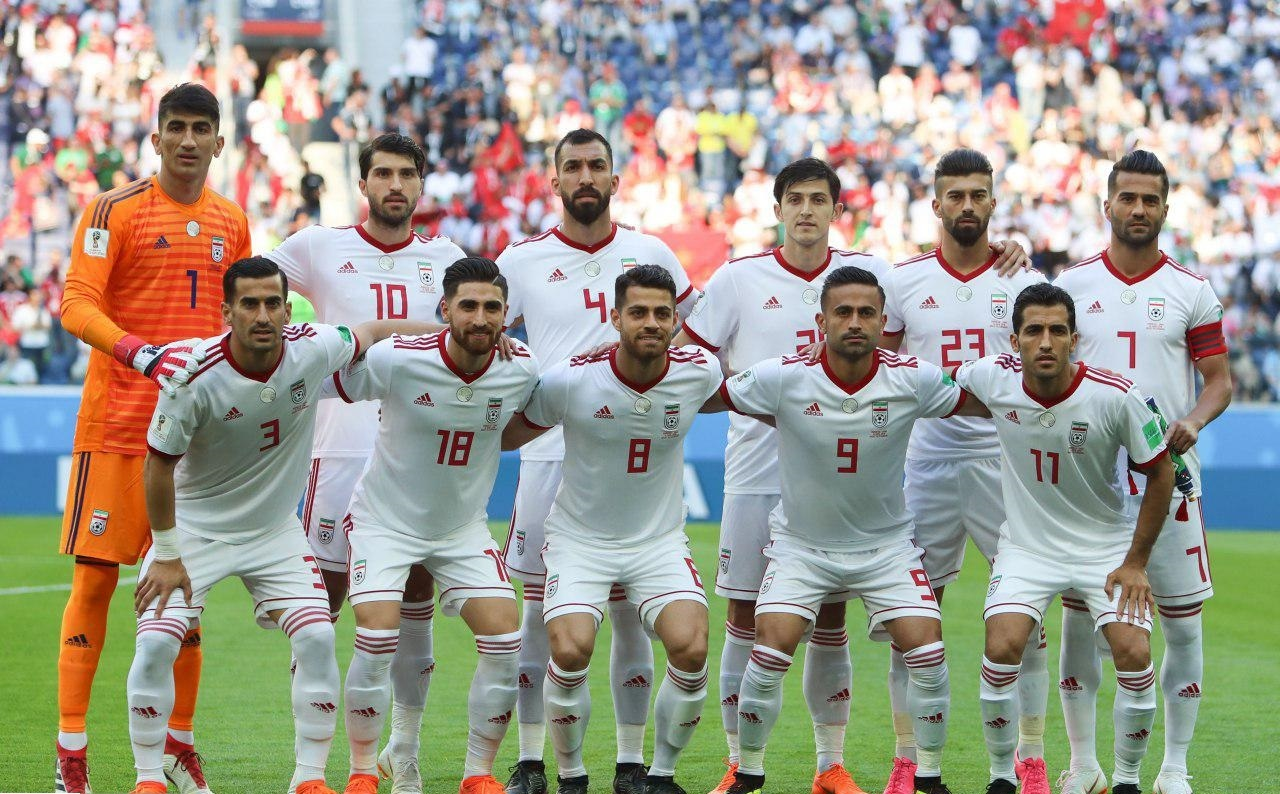
Сборная Ирана на чемпионате мира 2018 в России.

В 1960-х и 1970-х годах Иран зарекомендовал себя как одна из лучших команд Азии, выиграв Кубок Азии в 1968, 1972 и 1976 годах, оставаясь единственной командой, которая выиграла этот турнир три раза подряд. В 1964 году Иран квалифицировался на Олимпийские игры, но они финишировали последними в своей группе с одним очком, который добыли в матче с Мексикой. Иран также квалифицировался на Олимпийские игры 1972, 1976 и 1980 годов. В 1978 году Иран квалифицировался на свой первый чемпионат мира, проходивший в Аргентине. В 1980-х годах Ирано-иракская война помешала развитию национальной сборной, и Иран пропустил несколько чемпионатов мира из-за снятий с отборочного этапа. После двадцатилетнего отсутствия Иран квалифицировался на чемпионат мира 1998 года и записал на свой счёт первую победу на мировом первенстве, победив США со счётом 2:1. Сборная Ирана также квалифицировалась на чемпионаты мира 2006, 2014 и 2018. 

## Футбольная структура
Лига и национальная сборная контролируется Федерацией футбола Ирана, которая является членом ФИФА с 1945 года и Азиатской футбольной конфедерации с 1958 года. Федерация получает большую часть своего бюджета от Департамента физического воспитания иранского правительства, а также от спонсорства различных компаний. 

## Система лиг
Нынешняя система лиг в Иране действует с 2001 года.  

Про-лига Ирана (IPL) —самый высокий уровень клубного футбола в стране, его также называют Кубком Персидского залива. 

Уровнем ниже находится Лига Азадеган, также известная как 1-й дивизион, которая состоит из двух групп по 12 команд.  

Ещё ниже располагается Второй дивизион, состоящий из 28 клубов, разделённых на две группы.  

На четвёртом уровне находится последняя общенациональная лига — Третий дивизион (8 групп и 45 команд). Каждая группа содержит команды, расположенные в одном районе страны.  

Самый нижний уровень футбольной системы состоит из 28 провинциальных лиг. Местные команды из каждой провинции участвуют в этих лигах, а некоторые из лиг делятся на дальнейшие дивизионы..

## Главные стадионы

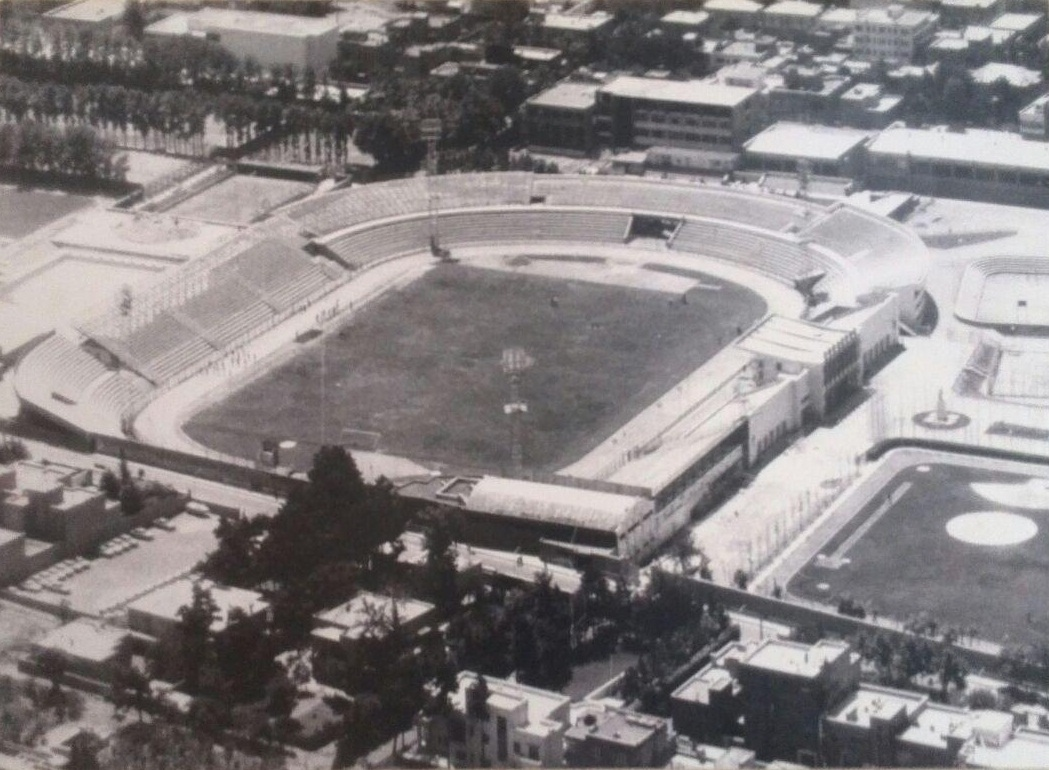
До открытия стадиона Арямехра (Азади) в Тегеране стадион Амджадийе играл роль национального футбольного стадиона Ирана.

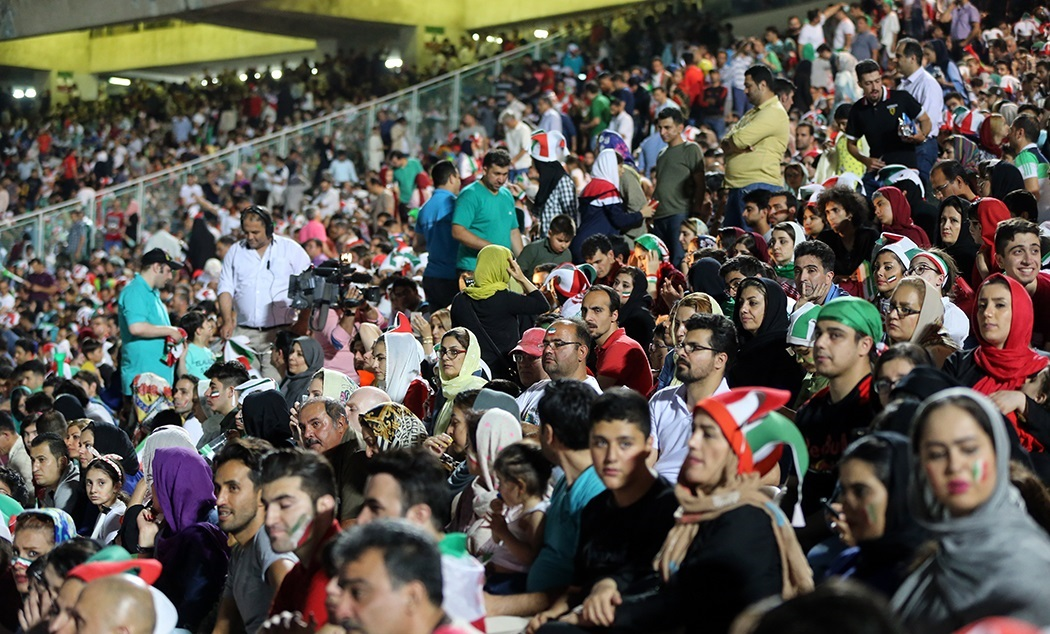
Болельщики сборной Ирана на стадионе Азади в 2018 году.

- Азади, Тегеран
- Али Даеи, Ардебиль
- Гядыр, Ахваз
- Накш-э-джахан, Исфахан
- Парс Шираз, Шираз
- Самен, Мешхед
- Тахти, Абадан
- Тахти, Ахваз
- Тахти, Бендер-Энзели
- Тахти, Мешхед
- Тахти, Тебриз
- Тахти, Тегеран
- Фуладшехр, Исфахан
- Хафезие, Шираз
- Шахид Бахонар, Керман
- Шахид Дастгерди, Тегеран
- Шахид Др. Азоди, Решт
- Шахид Шируди, Тегеран
- Шохада, Ноушехр
- Экбатан, Тегеран
- Эмам Реза, Мешхед
- Энгелаб, Кередж
- Ядегар-э Эмам, Кум
- Ядегар-э Эмам, Тебриз